# Харитоново (Подольський міський округ)
Харито́ново (рос. Харитоново) — присілок у складі Подольського міського округу Московської області, Росія.

## Населення
Населення — 2 особи (2010; 4 у 2002).
Національний склад (станом на 2002 рік):
- росіяни — 100 %